# Andreaskors

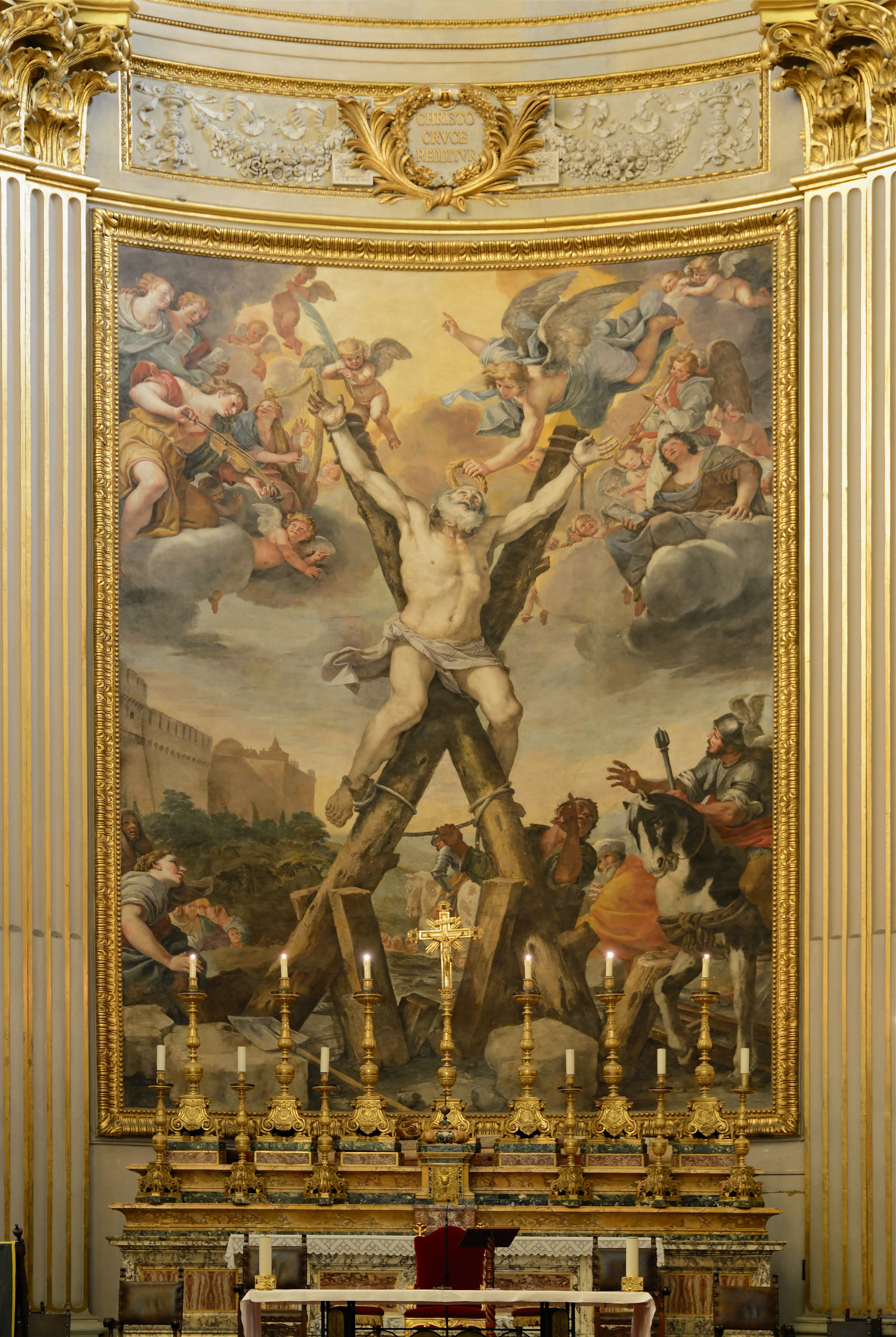
Den helige Andreas martyrium. Fresk av Mattia Preti i basilikan Sant'Andrea della Valle i Rom.

Andreaskors, krysskors, X-kors eller snedkors (latin: crux decussata) är ett kors med diagonalt ställda balkar, så att det formar ett X). Det är uppkallat efter aposteln Andreas, som led martyrdöden på ett sådant kors och som av de bildande konsterna vanligen framställs med ett sådant vid sin sida. Aposteln Andreas blev korsfäst i staden Patras. Han ansåg sig inte värdig att bli korsfäst som Jesus och valde därför det X-formade korset.
Till följd av sin likhet med förkortningen av Kristi namn, den grekiska bokstaven Χ (för Χριστός, Christos), har andreaskorset i den kristna världen alltid varit ett viktigt symboliskt tecken. Ett andreaskors som har taggiga grenar kallas ett burgundiskt kors.